# آنتانتیکلی
آنتانتیکلی (به لاتین: Antanetikely) یک منطقهٔ مسکونی در ماداگاسکار است که در آنالامانگا واقع شده‌است. آنتانتیکلی ۴۵ کیلومتر مربع مساحت و ۱۰٬۵۱۱ نفر جمعیت دارد و ۱٬۳۰۸ متر بالاتر از سطح دریا واقع شده‌است.